# NGC 5723
NGC 5723 (другие обозначения — MCG 8-27-15, ZWG 248.16, NPM1G +46.0302, PGC 52354) — галактика в созвездии Волопас.
Этот объект входит в число перечисленных в оригинальной редакции «Нового общего каталога».